# Станісловас Кузма
Станісловас Кузма (лит. Stanislovas Kuzma; 7 травня 1947, Паневежис — 14 серпня 2012, Вільнюс) — литовський скульптор, автор відомих скульптурних творів і пам'ятників; лауреат Республіканської премії Литовської РСР (1982) та Національної премії Литви (1996), заслужений діяч мистецтва Литви (1987), кавалер ордена Гедиміна.

## Біографія
Навчався у 2-й і 5-й середніх школах міста Шяуляй. З одинадцяти років навчався у Вільнюській школі мистецтв імені М. К. Чюрльоніса (нині Національна школа мистецтв імені Мікалоюса Константінаса Чюрльоніса), потім навчався в Державному художньому інституті Литовської РСР (тепер Вільнюська художня академія). Здобувши в 1973 році вищу освіту, працював викладачем в художній академії (1973-1976; 2000-2001). З 1974 року брав участь у виставках в Литві, Росії, Німеччині, Австрії, Естонії та інших країнах. Член Спілки художників Литви з 1976 року.

## Творчість
Дипломна робота скульптора — «Міський вартовий», яка зображає лицаря в латах зі списом, була встановлена в 1973 році на кутовому будинку перехрестя вулиць Траку і Пилімо у Вільнюсі.
Відомий такими скульптурними творами, як «Свято муз» і «Джерело» (Литовський Національний академічний театр, 1981), «Егле і Жильвінас» (Юкнайчай, 1981–1982), «Юність» (Юкнайчай, 1983), «Стрілець» (Шяуляй, 1986), «Бачення» (Литовський Національний академічний театр, 1981), «Пієта» (цвинтар Антакалніо у Вільнюсі, 1995). На подвір'ї перед готелем «Летува» Reval Hotel Lietuva у Вільнюсі встановлена декоративна скульптура «Сутартінес».

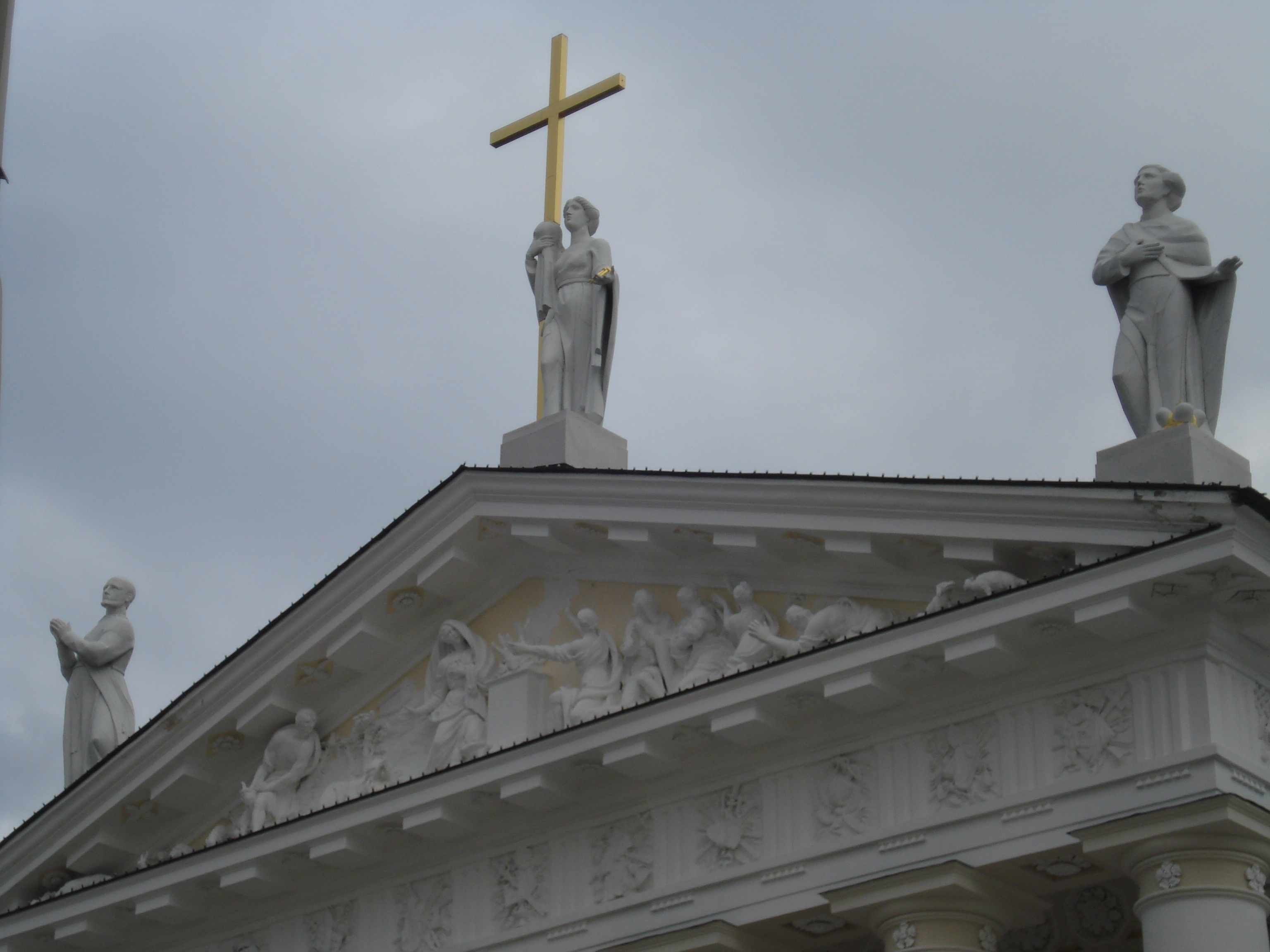
Скульптури на фронтоні кафедрального собору

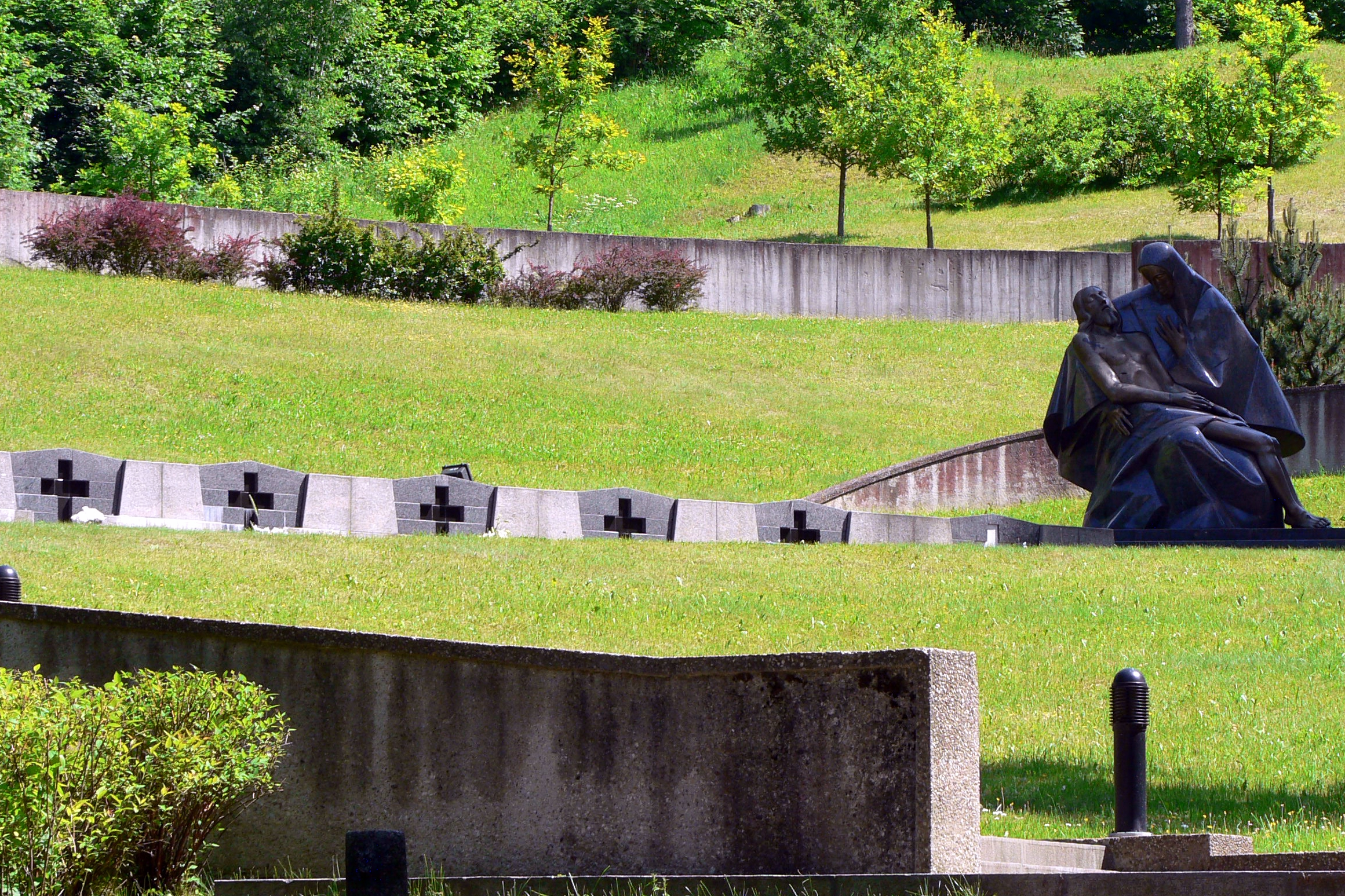
П'єта

Особливе місце у творчій біографії Станісловаса Кузми займає відновлення знищених у 1950 році фігур святого Станіслава (Щепановського), святої Олени і святого Казимира (роботи Кароля Єльського) на фронтоні кафедрального собору у Вільнюсі (1989; 1997).
Автор пам'ятника Великому князю Литовському і королю Польському Олександру Ягеллончику в Паневежисі, відкритого до ювілею міста 7 вересня 2003 року (граніт, висота 0,57 м; архітектор Валдас Клімавичюс).
Автор «Амнеріса» — надгробного пам'ятника примадонни литовської опери Біруте Алмонайтіте (цвинтар Антакалніо, 2005) в образі персонажа опери Джузеппе Верді «Аїда», а також камерних дерев'яних скульптур «Бачення» (1977), «Литовка» (1979), «Професор В. Сирвідіс» (1980), «Легенда» (1984) та інших.
Скульптури Станісловаса Кузми встановлені в м. Паланга й інших містах Литви, а також зберігаються в національному Литовському художньому музеї у Вільнюсі, Третьяковській галереї в Москві, Олімпійському музеї в Лозанні та в інших музейних зібраннях.

## Нагороди та звання
- Республіканська премія Литовської РСР (1982)
- Заслужений діяч мистецтв Литви (1987)
- Медаль і диплом Союзу архітекторів СРСР (1988)
- Національна премія Литви (1996).
- Хрест командора ордена Великого князя Литовського Гедиміна (1997).